# Cendres de Bellecombe

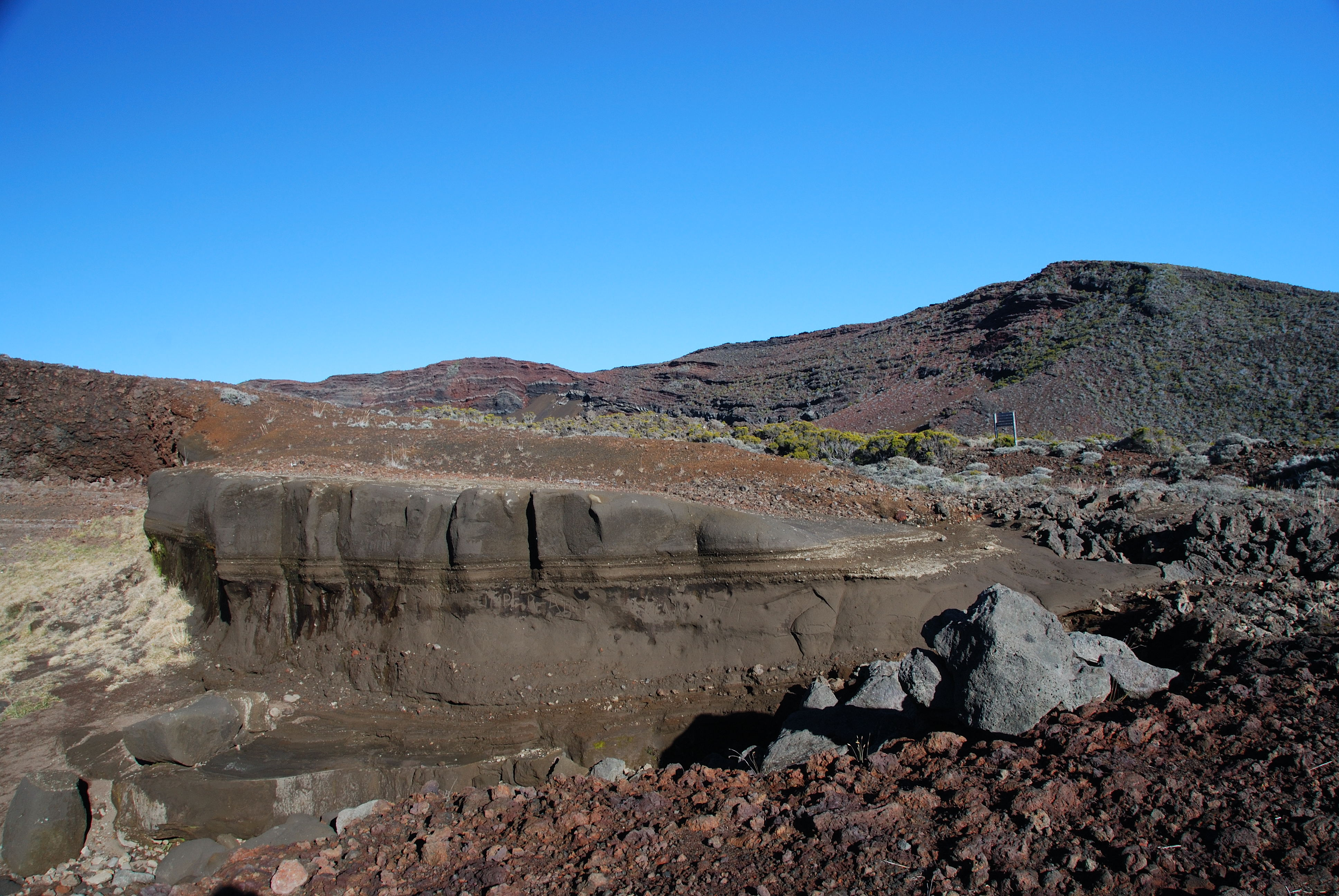
Vue d'une strate de cendres de Bellecombe à hauteur du Demi-Piton.

Les cendres de Bellecombe sont des centres volcaniques d'un type particulier découvertes en 1981 par le volcanologue français Patrick Bachèlery au cœur du massif du Piton de la Fournaise, sur l'île de La Réunion, un département d'outre-mer et région ultrapériphérique dans l'Union européenne. Baptisées comme le pas de Bellecombe et le rempart de Bellecombe, eux-mêmes nommés d'après Guillaume Léonard de Bellecombe, ancien gouverneur de Bourbon, ces cendres ont été attribuées par leur découvreur à un événement explosif de grande ampleur survenu il y a 3 000 à 4 000 ans.